# Monika Gibalová
Monika Gibalová (ur. 1 maja 1960 w Spiskiej Sobocie) – słowacka pielęgniarka i polityk, posłanka do Rady Narodowej.

## Życiorys
W latach 1979–1990 pracowała w uzdrowisku Lučivná jako pielęgniarka, następnie zaś na różnych stanowiskach w instytucjach społecznych, charytatywnych i kościelnych. W 1997 ukończyła studia z dziedziny teologii katolickiej na Uniwersytecie Komeńskiego w Bratysławie, a w latach 1997–2000 odbywała studia doktoranckie na Uniwersytecie Trnawskim w Trnawie.
W wyborach 2006, 2010 i 2012 uzyskiwała mandat posłanki do Rady Narodowej z listy KDH.